# Puchar Świata w biegach narciarskich w Quebecu
Zawody Pucharu Świata w biegach narciarskich w Quebecu – zawody w biegach narciarskich, przeprowadzane w ramach Pucharu Świata w biegach narciarskich od sezonu 2012/2013. Pierwsze zawody w 2012 roku odbyły się centrum miasta, natomiast od roku 2015 zawody odbywają się na trasach na równinie Abrahama w Quebecu.
Pierwsze zawody PŚ w Quebecu odbyły się w dniach 7 – 8 grudnia 2012.

## Podium poszczególnych zawodów PŚ w Quebecu
- Tabele zawierają biegi punktowane w klasyfikacji generalnej sezonu Pucharu Świata w biegach narciarskich.

### Kobiety
| Lp | Data           | Dystans                            | Uwagi | 1. miejsce                                           | 2. miejsce                          | 3. miejsce                                          |
| -- | -------------- | ---------------------------------- | ----- | ---------------------------------------------------- | ----------------------------------- | --------------------------------------------------- |
| 1. | 7 grudnia 2012 | Sprint drużynowy s. dowolnym       | —     | Stany Zjednoczone I Jessica Diggins · Kikkan Randall | Niemcy Hanna Kolb · Denise Herrmann | Norwegia I Celine Brun-Lie · Maiken Caspersen Falla |
| 2. | 8 grudnia 2012 | Sprint s. dowolnym                 | —     | Kikkan Randall                                       | Maiken Caspersen Falla              | Ida Ingemarsdotter                                  |
| 3. | 4 marca 2016   | Sprint s. dowolnym                 | STK   | Stina Nilsson                                        | Maiken Caspersen Falla              | Heidi Weng                                          |
| 4. | 5 marca 2016   | 10 km s. dowolnym (bieg pościgowy) | STK   | Heidi Weng                                           | Therese Johaug                      | Astrid Jacobsen                                     |
| 5. | 17 marca 2017  | Sprint s. dowolnym                 | FPŚ   | Stina Nilsson                                        | Maiken Caspersen Falla              | Hanna Falk                                          |
| 6. | 18 marca 2017  | 10 km s. klasycznym (start masowy) | FPŚ   | Marit Bjørgen                                        | Heidi Weng                          | Krista Pärmäkoski                                   |
| 7. | 19 marca 2017  | 10 km s. dowolnym (bieg pościgowy) | FPŚ   | Marit Bjørgen                                        | Heidi Weng                          | Stina Nilsson                                       |

### Mężczyźni
| Lp | Data           | Dystans                            | Uwagi | 1. miejsce                                      | 2. miejsce                                  | 3. miejsce                                   |
| -- | -------------- | ---------------------------------- | ----- | ----------------------------------------------- | ------------------------------------------- | -------------------------------------------- |
| 1. | 7 grudnia 2012 | Sprint drużynowy s. dowolnym       | —     | Kazachstan I Dienis Wołotka · Nikołaj Czebot´ko | Rosja I Nikita Kriukow · Aleksiej Pietuchow | Norwegia I Anders Gløersen · Eirik Brandsdal |
| 2. | 8 grudnia 2012 | Sprint s. dowolnym                 | —     | Emil Jönsson                                    | Teodor Peterson                             | Aleksiej Pietuchow                           |
| 3. | 4 marca 2016   | Sprint s. dowolnym                 | STK   | Baptiste Gros                                   | Alex Harvey                                 | Siergiej Ustiugow                            |
| 4. | 5 marca 2016   | 15 km s. dowolnym (bieg pościgowy) | STK   | Siergiej Ustiugow                               | Petter Northug                              | Emil Iversen                                 |
| 5. | 17 marca 2017  | Sprint s. dowolnym                 | FPŚ   | Alex Harvey                                     | Finn Hågen Krogh                            | Richard Jouve                                |
| 6. | 18 marca 2017  | 15 km s. klasycznym (start masowy) | FPŚ   | Johannes Høsflot Klæbo                          | Niklas Dyrhaug                              | Aleksandr Biessmiertnych                     |
| 7. | 19 marca 2017  | 15 km s. dowolnym (bieg pościgowy) | FPŚ   | Marcus Hellner                                  | Andrew Musgrave                             | Sjur Røthe                                   |

## Najwięcej razy na podium w zawodach indywidualnych
Stan na 19 marca 2017
| Miejsce | Zawodniczka    | Zwycięstwa | 2. miejsca | 3. miejsca | Razem |
| ------- | -------------- | ---------- | ---------- | ---------- | ----- |
| 1.      | Nilsson        | 2          | 0          | 1          | 3     |
| 2.      | Bjørgen        | 2          | 0          | 0          | 2     |
| 3.      | Weng           | 1          | 2          | 1          | 4     |
| 4.      | Randall        | 1          | 0          | 0          | 1     |
| 5.      | Falla          | 0          | 3          | 0          | 3     |
| 6.      | Johaug         | 0          | 1          | 0          | 1     |
| 7.      | Ingemarsdotter | 0          | 0          | 1          | 1     |
| 7.      | Jacobsen       | 0          | 0          | 1          | 1     |
| 7.      | Falk           | 0          | 0          | 1          | 1     |
| 7.      | Pärmäkoski     | 0          | 0          | 1          | 1     |

| Miejsce | Zawodnik       | Zwycięstwa | 2. miejsca | 3. miejsca | Razem |
| ------- | -------------- | ---------- | ---------- | ---------- | ----- |
| 1.      | Harvey         | 1          | 1          | 0          | 2     |
| 2.      | Ustiugow       | 1          | 0          | 1          | 2     |
| 3.      | Jönsson        | 1          | 0          | 0          | 1     |
| 3.      | Gros           | 1          | 0          | 0          | 1     |
| 3.      | Klæbo          | 1          | 0          | 0          | 1     |
| 3.      | Hellner        | 1          | 0          | 0          | 1     |
| 7.      | Peterson       | 0          | 1          | 0          | 1     |
| 7.      | Northug        | 0          | 1          | 0          | 1     |
| 7.      | Krogh          | 0          | 1          | 0          | 1     |
| 7.      | Dyrhaug        | 0          | 1          | 0          | 1     |
| 7.      | Musgrave       | 0          | 1          | 0          | 1     |
| 12.     | Pietuchow      | 0          | 0          | 1          | 1     |
| 12.     | Iversen        | 0          | 0          | 1          | 1     |
| 12.     | Jouve          | 0          | 0          | 1          | 1     |
| 12.     | Biessmiertnych | 0          | 0          | 1          | 1     |
| 12.     | Røthe          | 0          | 0          | 1          | 1     |

## Najwięcej razy na podium według państw
Stan na 19 marca 2017
| Miejsce | Zawodniczka       | Zwycięstwa | 2. miejsca | 3. miejsca | Razem |
| ------- | ----------------- | ---------- | ---------- | ---------- | ----- |
| 1.      | Norwegia          | 3          | 6          | 3          | 12    |
| 2.      | Szwecja           | 2          | 0          | 3          | 5     |
| 3.      | Stany Zjednoczone | 2          | 0          | 0          | 2     |
| 4.      | Niemcy            | 0          | 1          | 0          | 1     |
| 5.      | Finlandia         | 0          | 0          | 1          | 1     |

| Miejsce | Zawodnik        | Zwycięstwa | 2. miejsca | 3. miejsca | Razem |
| ------- | --------------- | ---------- | ---------- | ---------- | ----- |
| 1.      | Szwecja         | 2          | 1          | 0          | 3     |
| 2.      | Norwegia        | 1          | 3          | 3          | 7     |
| 3.      | Rosja           | 1          | 1          | 3          | 5     |
| 4.      | Kanada          | 1          | 1          | 0          | 2     |
| 5.      | Francja         | 1          | 0          | 1          | 2     |
| 6.      | Kazachstan      | 1          | 0          | 0          | 1     |
| 7.      | Wielka Brytania | 0          | 1          | 0          | 1     |